# Франце Прешерн
Франце Прешерн (1800 – 1849) е словенски поет, представител на романтизма.

## Биография
Франце Прешерн е роден като трето дете и първи син в семейството. Роден е в образцов и стабилен дом и има възможност да се образова. Още повече, че още от ранните си години се изявява като талантливо и надарено дете. Майка му е била изключително образована жена и е държала много на образованието на сина си. Надявала се е Франце да стане духовник.
Първите си уроци Франце получава през 1808 г. при чичо си, който е духовник. От 1810 г. посещава училище в Рибница, където е записан в Златната книга като абсолютен отличник. От 1812 г. продължава образованието си в Любляна, където през 1813 г. се записва в гимназията. След гимназията специализира още две години философия, с което се подготвя за университета. След това заминава за Виена, където е искал да следва право. Третата година философия, която е трябвало да завърши, за да запише право, завършва 1821 г., докато е все още във Виена. Следващата година се записва във Виенския правен факултет.
През 1828 г. завършва учението си и пролетта заминава за Моравия, след което се връща отново в Любляна, където започва работа в адвокатската кантора на Леополд Баумгартнер като негов помощник. Следващата година заема все още неплатено място на държавна служба.
В Любляна Прешерн се сприятелява с професора и литератор Матия Чоп, който е бил изключително добре образован и говори 19 езика. През 1832 Прешерн полага изпита си по Право, но не се представя добре и изпада в криза. А и роднините му настояват за брак с Немка Клинова, която е от Грац, на която той скоро отказва. И така се стига да „Сонети на нещастието“.
Прешерн става най-значителния поет в сборника „Кранска пчеличка“, който е излизал под редакцията на Миха Кастелич. „Пчеличка“ е преиздадена пет пъти – през 1830, 1831, 1832, 1834, 1848. Четвъртия път, когато излиза книгата е подложена на сериозна критика от страна на Копитар. Започват се спорове за бъдещия развой на словенската литература. (Чоп и Прешерн са настоявали за изключително висок стил на изразяване, янсенистите държат на простия изказ, на достъпния за народа език, по аналог на Караджичевия, който Копитар е ценил изключително много.) Скоро след това азбучната война се задълбочава.
Прешерн и Чоп са искали в азбуката да има буква за всеки звук и в опозиция Копитар издава граматика с бохоричица, в което го подкрепят езиковеда Франце Серафин Метелко и Петър Дайнко, като всеки от тях заявява своя начин на писане на определена буква – вариантите на азбуката, които се опитват да наложат носят техните имена – метелчица и дайнчица. Изписването на буквите е било неприемливо и усложнено, имало е дори букви, които са били взети от кирилицата. Метелчицата е била забранена със закон през 1833, а дайнчицата през 1838/9. Прешерн навлиза в „азбучна война“ със своите стихове. Умело си играе с името на Копитар (Копитар е архаична словенска дума за обущар) в сонета си „Художник и обущар“, където се подиграва с него и с познанията му. Сонетът завършва с думите: „Le cevlje sodi naj Kopitar!“ (на словенски: „Обущарят – само от обувки той разбира.“)

## Изпитанията на живота

### Юлия Примиц
На 6 април 1833 Прешерн вижда за първи път Юлия Примиц в Търновската църква и се влюбва в нея. Тя е родена в Любляна в заможно семейство. Тази любов влияе изключително много на по-нататъшното развитие и целия живот на Прешерн. Следващата година става асистент в адвокатска кантора при стария си приятел Блаж Хробат. Много пъти се опитва да отвори самостоятелна кантора, но австрийските власти му отказват постоянно, защото е бил набеден за човек с политически съмнителни убеждения, заради свободомислието си.
Следващите години Прешерн преживява многобройни удари, които се отразяват на работата и живота му. Юлия, жената, която обича, се сгодява за богатия син на Шойхентюл и се омъжва за него през 1839 г.
През 1843 г. излиза „Kmetijske in rokodelske novice“ на ветеринаря и политик Йанез Бляйвайс, която предвещава началото на нови времена за Словения. Бляйвайс не кани Прешерн, а вместо него възхвалява и издава стиховете на Йован Весеу Козескег, въпреки неопровержимия талант на Прешерн.
По-късно Бляйвайс публикува няколко стиха на Прешерн, но на по-незабележими места във вестника.
Прешерн отново започва да пише стихове и подготвя публикуването на своя стихосбирка, под заглавието „Поезия“, където в последната версия на най-добрите му стихове се отдава на цензуриране на стиховете от 1846 г. Тогава Фран Миклошич я одобрява на 22 юли същата година, когато Прешерн публикува още няколко стихотворения, между които „Наздравица“, написано 1844, което днес е официалният химн на Словения. „Поезия“ излиза 1847 г.

## Завръщането в Кран и смъртта на Прешерн
1846 г. най-накрая одобряват молбата на Прешерн (шеста на брой) за адвокатска кантора. Искането не е било за канцелария в Любляна, а за място в Кран или Постойна. Решават да го изпратят в Кран, където се пренася още през есента. По това време книгата му вече се продава и продажбите са много добри.
По време на революцията през март (1848) издава „Наздравица“. Стихотворението излиза в „Новините“ на Бляйвайс, а някои от стиховете си издава още годината преди това в „Кранска пчеличка“. Тогава Прешерн спира да пише, огорчен и разочарован от всичко. Появяват се симптоми на тежка болест. Прави опит за самоубийство. Без пари и с много дългове, отказва възможностите, които му предлагат като адвокат. Работи безплатно за по-бедни хора. В завещанието си признава децата си и им оставя малкото, което има. Франце умира в четвъртък, 8 февруари 1849 г. Погребан е в Кран на 10 февруари.
След смъртта му, някои от стиховете му са унищожени от Кранските власти, защото са ги смятали за неприлични.
Янез Бляйвайс събира дарения, за да постави паметник на гробището, където е погребан Прешерн. Хората не са особено въодушевени и съгласни с идеята, но 1852 г. все пак в градинката около гроба му е поставен паметник. По-късно Прешерн е провъзгласен за най-великия поет на Словения.

## Прешерн като баща
Прешерн никога не е бил семеен, въпреки че е имал три деца. Първата му дъщеря умира малко след раждането, втората, Ернестина, е била неговата любимка. А сина си, третото си дете, никога не признава за свое.
След раждането на Ернестина, Франце веднага посещава майката, взима детето на ръце и се уверява сам, че всичко е наред и е здрава. Името на детето измисля майката, той не е съгласен, но след дълги спорове заявява, че му е все едно. Прешерн нарича дъщеря си „моята малка готвачка“ и когато го е посещава кара сестра си постоянно да ѝ приготвя сладкиши. Иска е тя да живее с него, но майката не е съгласна. Франце споделя, че часовете, прекарани с малката, са били най-щастливите в живота му.